# Trimmmesser

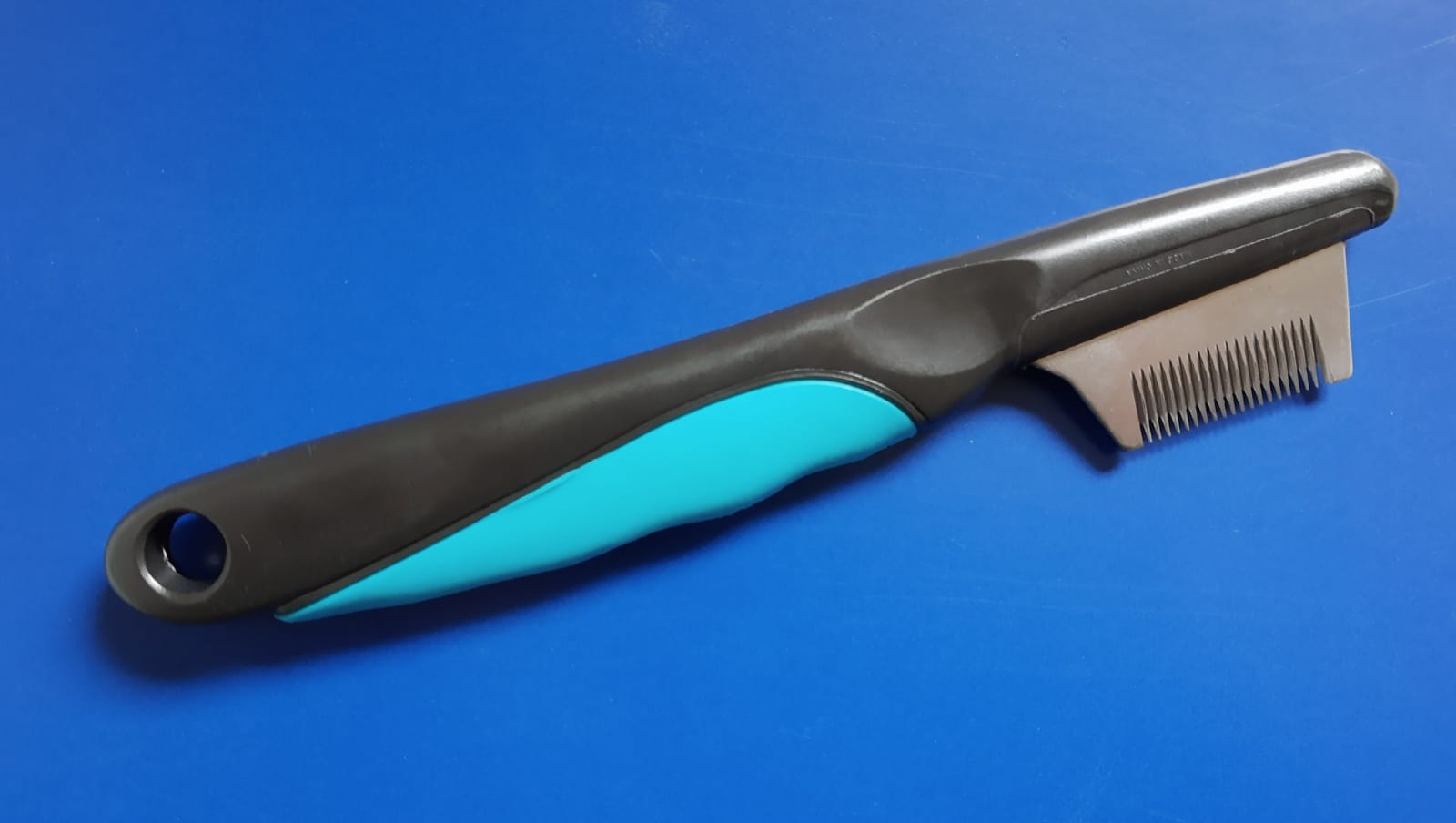
Trimmmesser von Trixie

Das Trimmmesser wird für das so genannte Trimmen verwendet, also für das Auszupfen toter, aber auch bestimmter gesunder Haare aus dem Fell von Hunden, nicht jedoch für das gewöhnliche Schneiden und Scheren. Bei langhaarigem oder schnell nachwachsendem Fell muss der Hund regelmäßig getrimmt werden. Das Trimmen kann man in einem Hundesalon machen lassen.
Das Trimmmesser wird so in der Hand gehalten, dass der Daumen auf der Schneide aufliegt. Die Haare werden nun mit dem Daumen auf die Schneide gedrückt und in Wuchsrichtung herausgezogen. Bei korrekter Handhabung ist das Trimmen für den Hund angenehm und wird wie eine Massage empfunden. Allerdings muss der Hund, am besten schon als Welpe, an das Trimmen gewöhnt werden.
Trimmmesser gibt es mit verschiedenen Zahnungen. Grobe und mittlere Zahnungen verwendet man für das Deckhaar, feine Zahnung für Kopf und Bauchbereich. Verschiedene Hersteller bieten auch Trimmmesser für Linkshänder an. 